# Dustin Colquitt
(en) Statistiques sur pro-football-reference
Dustin Colquitt (né le 6 mai 1982 à Knoxville dans l'État du Tennessee aux États-Unis) est un joueur américain de football américain évoluant au poste de punter.
Il est agent libre depuis la fin de saison 2022.

## Biographie
Issu de l'équipe des Volunteers de l'Université du Tennessee, il est sélectionné par les Chiefs de Kansas City lors de la draft 2005 de la NFL au troisième tour, au 99e rang, mais est le premier punter choisi durant cette draft.
En 2007, il établit le record des Chiefs du plus long punt avec 81 yards. Le 28 février 2008, il prolonge de cinq ans son contrat avec les Chiefs pour un montant de 8,5 millions de dollars. Pour la saison 2012, il est sélectionné pour la première fois au Pro Bowl.
Le 5 mars 2013, il prolonge son contrat pour cinq ans de plus et un montant de 18,75 millions de dollars, faisant de lui le punter le mieux payé dans la NFL.
Durant la saison 2017, il devient le meneur dans l'histoire des Chiefs pour le nombre de punts tentés et le nombre de yards dues aux punts.

## Vie personnelle
Dustin fait partie d'une famille de joueurs de football américain évoluant tous comme punter, qui est une tradition chez la famille Colquitt. Son père, Craig Colquitt, a notamment joué pour les Steelers de Pittsburgh avec lesquels il remporte deux fois le Super Bowl. Il a également un oncle, Jimmy Colquitt. Son jeune frère, Britton Colquitt, joue actuellement pour les Browns de Cleveland.
Il est marié et père de cinq enfants.